# Trebouxiales
Trebouxiales, red zelenih algi, dio razreda Trebouxiophyceae. Sastoji se od dvije porodice s blizu 100 priznatih vrsta

## Porodice
1. Botryococcaceae
2. Trebouxiaceae Friedl